# Opercularia vaginata
Opercularia vaginata är en måreväxtart som beskrevs av Antoine Laurent de Jussieu. Opercularia vaginata ingår i släktet Opercularia och familjen måreväxter. Inga underarter finns listade i Catalogue of Life.